# Kingsley Onuegbu
Kingsley Onuegbu (Kaduna, Nigeria, 5 de marzo de 1986) es un futbolista nigeriano. Juega de delantero y su actual equipo es el MSV Duisburgo de la 2. Bundesliga de Alemania.

## Clubes
| Club                   | País     | Año           |
| ---------------------- | -------- | ------------- |
| SC Idar-Oberstein      | Alemania | 2007-2008     |
| Eintracht Brunswick    | Alemania | 2008-2010     |
| Greuther Fürth         | Alemania | 2010-2013     |
| SV Sandhausen (cedido) | Alemania | 2012          |
| MSV Duisburgo          | Alemania | 2013-presente |

- Datos: Q1422678
- Multimedia: Kingsley Onuegbu / Q1422678